# Daniel Czajkowski

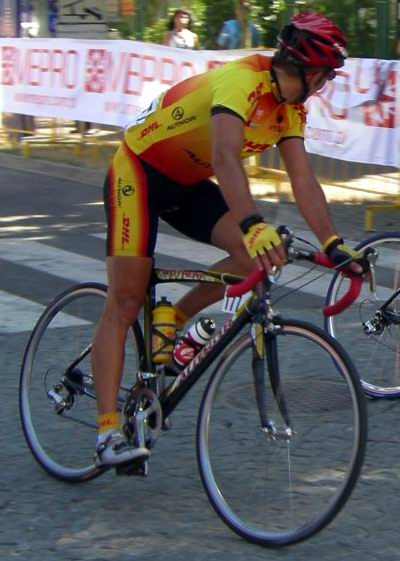
Daniel Czajkowski beim Pomorski Classic 2006

Daniel Czajkowski (* 11. Februar 1978) ist ein ehemaliger polnischer Radrennfahrer.

## Sportlicher Werdegang
Czajkowski begann seine Karriere 2001 bei dem Radsportteam Servisco, wo er drei Jahre lang fuhr, bevor er zu Grupa PSB wechselte. In seinem ersten Jahr dort gewann er das Nocne Kryterium Kolarskie w Mlawie. 2005 gewann er eine Etappe bei der Serbien-Rundfahrt und das Nocne Kryterium o Złoty Pierścień Mławy. Ab 2006 fuhr Czajkowski für das polnische Continental Team DHL-Author. 2007 gewann er das Tyskie Kryterium Fiata und eine Etappe bei der Rundfahrt Szlakiem Walk Majora Hubala.
Wegen wiederholter Dopingvergehen wurde Czajkowski im Jahr 2008 lebenslang gesperrt.

## Erfolge
2005
- eine Etappe Serbien-Rundfahrt

2007
- eine Etappe Szlakiem Walk Majora Hubala

## Teams
- 2001 Servisco
- 2002 Servisco-Koop
- 2003 Servisco-Koop
- 2004 Grupa PSB Kreisel
- 2005 Grupa PSB
- 2006 DHL-Author
- 2007 DHL-Author
- 2008 DHL-Author